# Белуха (природный парк)
Белуха — природный парк создан Постановлением Правительства Республики Алтай 10 июня 1997 г. на территории Усть-Коксинского района. Название парку дано по названию горы Белуха — высшей точки российской части Горного Алтая. Это первый природный парк в Республике Алтай. Площадь парка составляет 132 455 га. Парк создан без изъятия земель на землях государственного лесного фонда, государственного земельного запаса и сельхозпредприятий.
Основная цель создания природного парка «Белуха» — сохранение и рациональное рекреационное использование уникальных природных ресурсов, являющихся основой долговременного традиционного природопользования. Для достижения этой цели парк решает следующие задачи:
- сохранение природного наследия, в том числе эталонных и уникальных участков природы, а также объектов, важных для поддержания биологического разнообразия;
- развитие традиционных форм природопользования, возрождение и развитие национальных культур, ремёсел и промыслов;
- выявление и рациональное использование рекреационного потенциала природного парка;
- создание и развитие туристских и рекреационных объектов республиканского значения с соответствующей инфраструктурой для их деятельности;
- экологическое и историко-культурное воспитание и просвещение населения, пропаганда значения природного и культурного наследия. В соответствии с международной классификацией ООПТ, разработанной международным союзом охраны природы, природный парк относится ко II категории.

Часть территории парка — массив горы Белуха — является кластерным участком объекта Всемирного природного наследия ЮНЕСКО «Алтай — Золотые горы» и находится под защитой Конвенции об охране Всемирного природного и культурного наследия. Алтай номинирован в список Всемирного наследия как участок, содержащий наиболее важные и значимые природные местообитания для сохранения in situ биологического разнообразия, включая местообитания находящихся под угрозой исчезновения видов, имеющих исключительную универсальную ценность с точки зрения науки и охраны природы (критерий (х) оценки исключительной универсальной ценности, Operational Guidelines…, 2005).
Международные обязательства России в рамках Конвенции о Всемирном наследии должны обеспечивать сохранность исключительной универсальной ценности и целостности объекта. В отношении горы Белуха — это, прежде всего, сохранение популяций и местообитаний видов растений и животных, находящихся под угрозой исчезновения — снежного барса, редких видов птиц и растений. Помимо того, все объекты, включённые в список Всемирного наследия, в целях их защиты должны иметь нормативно-правовые основания для адекватного и долгосрочного управления и охраны.
На территории парка также расположено несколько памятников природы республиканского значения: гора Белуха, водопад Текелю, Аккемское озеро и Кучерлинское озеро (табл.1.). Памятники созданы Постановлением Правительства Республики Алтай № 38 от 16.02.1996. В их пределах запрещена всякая хозяйственная деятельность, угрожающая их состоянию и сохранности. Обязательства по охране этих памятников возложены на администрацию природного парка «Белуха».
Табл. 1. Памятники природы на территории природного парка «Белуха»
| № | Название           | Площадь памятника природы, га | Площадь охранной зоны, га | Допустимые виды использования                                  |
| - | ------------------ | ----------------------------- | ------------------------- | -------------------------------------------------------------- |
| 1 | Озеро Кучерлинское | 321                           | 529                       | Рекреационное, эстетическое                                    |
| 2 | Озеро Аккемское    | 96                            | 492                       | Рекреационное, эстетическое                                    |
| 3 | Гора Белуха        | 7530                          | 2516,9                    | Рекреационное, эколого-просветительское, эстетическое, научное |
| 4 | Водопад Текелю     | 31                            | 30                        | Рекреационное (транзитные прогулки)                            |

Природный парк «Белуха» является юридическим лицом и находится в ведении Министерства природных ресурсов Республики Алтай. Администрация парка расположена в Усть-Коксинского района районе, с. Тюнгур, ул. Заречная д.5, тел.+7(38848)29421. В настоящее время в природном парке работают 5 человек, в том числе 2 государственных инспектора по охране природы.

## Географическое положение
Природный парк «Белуха» расположен в Центрально-Алтайской физико-географической провинции. В его границы входит восточная часть Катунского хребта, а также часть массива горы Белуха — высочайшей точки Сибири. Административно парк находится в Усть-Коксинском районе Республики Алтай. Территория занимает трансграничное положение — юго-восточная граница парка совпадает с государственной границей России и Казахстана. Протяжённость этой границы составляет 12 км. Восточная граница парка совпадает с границей муниципальных образований «Усть-Коксинский район» и «Кош-Агачский район».

## Границы природного парка «Белуха»

### Северная граница
Северная граница парка идёт вверх по р. Катунь от устья р. Аргут до устья р. Берткем. Далее — 2,2 км по азимуту 1940 и 4,5 км строго на запад, пересекая р. Колюштей. Далее 2,3 км по азимуту 2350, 2,7 км по азимуту 1380, 3,6 км по азимуту 2580 до р. Ороктой. Далее 2,3 км по азимуту 2360 до р. Аккем. Далее граница идёт 1,1 км по азимуту 1530 и выходит на левый Бере р. Аккем. Далее 1,1 км по азимуту 2530, и 6 км по азимуту 3200, пересекая 2 левых притока Аккема, граница выходит на водораздел Аккема и Кучерлы. По водоразделу граница идёт 3 км по азимуту 1560, 3 км по азимуту 1870 и выходит к р. Куйлю. Следующие 2 км граница идёт по р. Куйлю до её устья, потом 500 м вверх по р. Кучерла и выходит на её левый берег. От этой точки 5 км строго на запад, выходя на вершину хребта, следуя по вершинам 2285, 2546 и 2659. Далее граница идёт по азимуту 2160, пересекая истоки левого притока р. Плоская, после чего выходит к Р. Кураган в районе устья безымянного правого притока р. Кураган, образующегося из трёх истоков.

### Западная граница
Западная граница парка проходит по рекам Кураган, Иолдо, Правый Иолдо, и далее через перевал между отметками 3053 и 3147 — по р. Верх-Кураган до впадения третьего правого притока. Далее граница идёт вверх по течению этого притока и, огибая ледники с юга, выходит к истоку правого истока р. Капчал. Далее граница идёт по р. Капчал до её устья.

### Южная граница
От устья Капчала граница идёт 6,5 км вверх по р Катунь, после чего выходит на левый берег Катуни и 2,4 км по азимуту 1370 до государственной границы России и Казахстана.

### Восточная граница
Восточная граница идёт по государственной границе России и Казахстана на север до пика г. Белуха, далее — по границе Усть-Коксинского и Кош-Агачского районов по водораздельной линии бассейнов рек Аккем и Аргут через вершины 3678, 3568, 3408, 3238, 2872, гора Томул, далее — по водораздельной линии бассейнов Аргута и Катуни по хребту Янмесь через вершины 2237, 2061. От вершины 1779 (гора Большой Сынык) граница идёт 3,5 км на северо-восток по азимуту 41° до р. Аргут. Далее — по р. Аргут до её устья.
Парк находится довольно далеко от населённых пунктов. Ближайшие населённые пункты Усть-Коксинского района — села Тюнгур и Кучерла — находятся на расстоянии порядка 20 км от границ парка, Катон-Карагайского района (Казахстан) — села Язевка и Рахмановские ключи на расстоянии 35 и 25 км соответственно. Автомобильных дорог от близлежащих населённых пунктов до территории парка нет; имеются сезонные грунтовые дороги от с. Кучерла до р. Аккем через пер. Кузуяк и от с. Кучерла до лога Озёк орё (р. Кучерла) для автомобилей повышенной проходимости. Добраться до территории парка можно пешком или на лошадях по хорошо заметным тропам.

## Климат
Климат холодный, неоднородный. Зависит от особенностей рельефа. Зимы от холодных до суровых. Лето в речных долинах прохладное, выше в горах отсутствует. Осадки выпадают в значительных количествах, но по сезонам распределены неравномерно.
| Показатель                                                    | Янв.  | Фев.  | Март  | Апр. | Май  | Июнь | Июль | Авг. | Сен. | Окт. | Нояб. | Дек.  | Год  |
| ------------------------------------------------------------- | ----- | ----- | ----- | ---- | ---- | ---- | ---- | ---- | ---- | ---- | ----- | ----- | ---- |
| Средняя температура, °C                                       | −16,1 | −15,5 | −12,1 | −6,2 | −0,2 | 5,0  | 7,4  | 5,9  | 0,8  | −5,2 | −11   | −14,5 | −5,1 |
| Норма осадков, мм                                             | 15    | 14    | 22    | 48   | 78   | 80   | 101  | 97   | 65   | 45   | 32    | 23    | 620  |
| Источник: (отсутствует часть данных за 1981, 1982 и 2009 гг.) |       |       |       |      |      |      |      |      |      |      |       |       |      |